# Route départementale 411 (Val-d'Oise)
Pour les articles homonymes, voir Route départementale 411.
La route départementale 411 est une route départementale du Val-d'Oise.

## Présentation
C'est une route de quelques kilomètres qui dans un premier tronçon se situant dans Herblay et s'appelant la Onzième Avenue  relie la D48 à l'A15.
Dans un deuxième tronçon, toujours dans Herblay s'appelant route de Pierrelaye elle relie l'A15 à Pierrelaye puis un troisième tronçon s'appelant chemin du Parc relie Pierrelaye à la ville de Bessancourt et dans la ville de Bessancourt elle a un dernier tronçon s'appelant Onzième Avenue (également) jusqu'à l'intersection avec la D191.
Dans la commune d'Herblay entre la route de Pierrelaye et le chemin du Parc, elle possède un tronçon commun avec le boulevard du Havre (D14).

## Sorties
Herblay
Onzième Avenue
 Échangeur entre D411 et D48 (vers Éragny/Herblay)
- 01 Croisement : La Onzième Avenue croise la sente de l'Orme brûlé
- 02 Rond-Point : Croisement de la Onzième Avenue et du chemin du Trou Poulet (Aire des gens du voyage)

Route de Pierrelaye
- 03 Rond-Point : La Onzième Avenue rencontre la route de Pierrelaye
- 04  Échangeur entre D411 et A15(vers Paris)
- 05  Échangeur entre D411 et A15(vers Cergy-Pontoise)

Tronçon commun avec le boulevard du Havre (Herblay) pendant 500 mètres puis le boulevard du Havre (D14) et la D411 se séparent.
Pierrelaye
Chemin du Parc
- 06 Croisement : Le chemin du Parc croise la chaussée Jules César
- 07 Croisement : Le chemin du Parc croise le chemin de Pontoise à Saint-Prix

Bessancourt
Onzième Avenue
 Échangeur entre D411 et D191(vers A115)

## Limitation
C'est une route départementale limitée à 70 km/h et qui comporte 2 × 2 voies dans Herblay et 2 × 1 voie dans Pierrelaye.

## Histoire et avantages de la route

### Histoire
Dans Pierrelaye, la D411 n'a jamais été modifiée depuis sa création, il y a plusieurs années. En revanche, le prolongement de cette route dans Herblay est récent car les travaux d'ouverture ont été effectués en 2006 pour la route de Pierrelaye et en 2007 pour la Onzième Avenue.

### Avantages
Maintenant, cette route permet une liaison D48-A15, permet de réduire la circulation sur la D48 (traversant Herblay) très fréquentée par les véhicules, et aussi a permis d'avoir à Herblay sa propre sortie d'autoroute sur l'autoroute A15.